# Рись руда
Рись руда, рись червона, бобкет (Lynx rufus) — вид рисі, ареал якого охоплює крайній південь Канади, майже всю територію США й північну частину Мексики. Руда рись мешкає в різного типу лісах, у болотистих місцях, чагарниках, луках, напівпустелях, на околицях міст. Основною здобиччю є зайцеподібні й мишоподібні гризуни. Як і більшість котових бобкети є територіальними і переважно поодинокими. Як і в інших рисей вуха увінчані пучком чорного волосся, а хвіст короткий і з чорним кінчиком, на ногах чорні смуги, задні ноги довші й кремезніші. 

## Зовнішній вигляд
Зовні це типова рись, але дрібніша, розміром в половину звичайної рисі, не така довгонога і широколапа, оскільки їй не потрібно ходити по глибокому снігу, але більш куцохвоста. Довжина її тіла 51–120 см, висота в загривку 43–58 см, хвіст 9–20 см. Руда рись вдвічі більша за домашню кішку, але менша за споріднену канадську рись. Маса тіла лежить у діапазоні від 4.5 до 13 кг (при цьому самці на 30–40 % важчі за самиць).
Загальний тон забарвлення — рудо-бурий з сірим відтінком. На відміну від інших рисей, руда рись має білу відмітину на внутрішній стороні кінчика хвоста, тоді як у рисей він повністю чорний. Південні підвиди мають більше чорних відмітин, ніж північні. Зустрічаються особини повністю чорного (меланісти) і білого кольору (альбіноси), причому перші — тільки у Флориді.

## Розповсюдження
Руда рись водиться від Канади до центральної Мексики і від східного до західного узбережжя США. Населяє лісові, напівпустельні, і болотні області. Мешкає на встановленій території, межі якої змінюються з сезоном. Для позначення межі своєї території використовує декілька методів, зокрема відмітки пазурами, сечу та фекалії.

## Спосіб життя і харчування
Руда рись зустрічається як в субтропічних лісах, так і в посушливих пустельних районах, на заболочених низовинах, хвойних і широколистяних лісах і навіть в культурному ландшафті і околицях великих міст. Хоча руда рись добре лазить по деревах, вона забирається на них тільки у пошуках їжі і притулку.
Основна їжа рудої рисі — американський кролик; ловить також змій, мишей, щурів, ховрахів і голкошерстів. Деколи нападає на птахів (диких індичок, домашніх курей) і навіть білохвостих оленів. Зрідка — на дрібних домашніх тварин.
Природні вороги рудої рисі — великі кішки: ягуари, пуми і канадські рисі.

## Соціальна структура і розмноження
Розмножується з лютого по червень; котенята з'являються через 50 днів вагітності. У виводку 1–6 котенят.
Самиці стають статевозрілими у 12 місяців, самці — у 24 місяці.

## Галерея

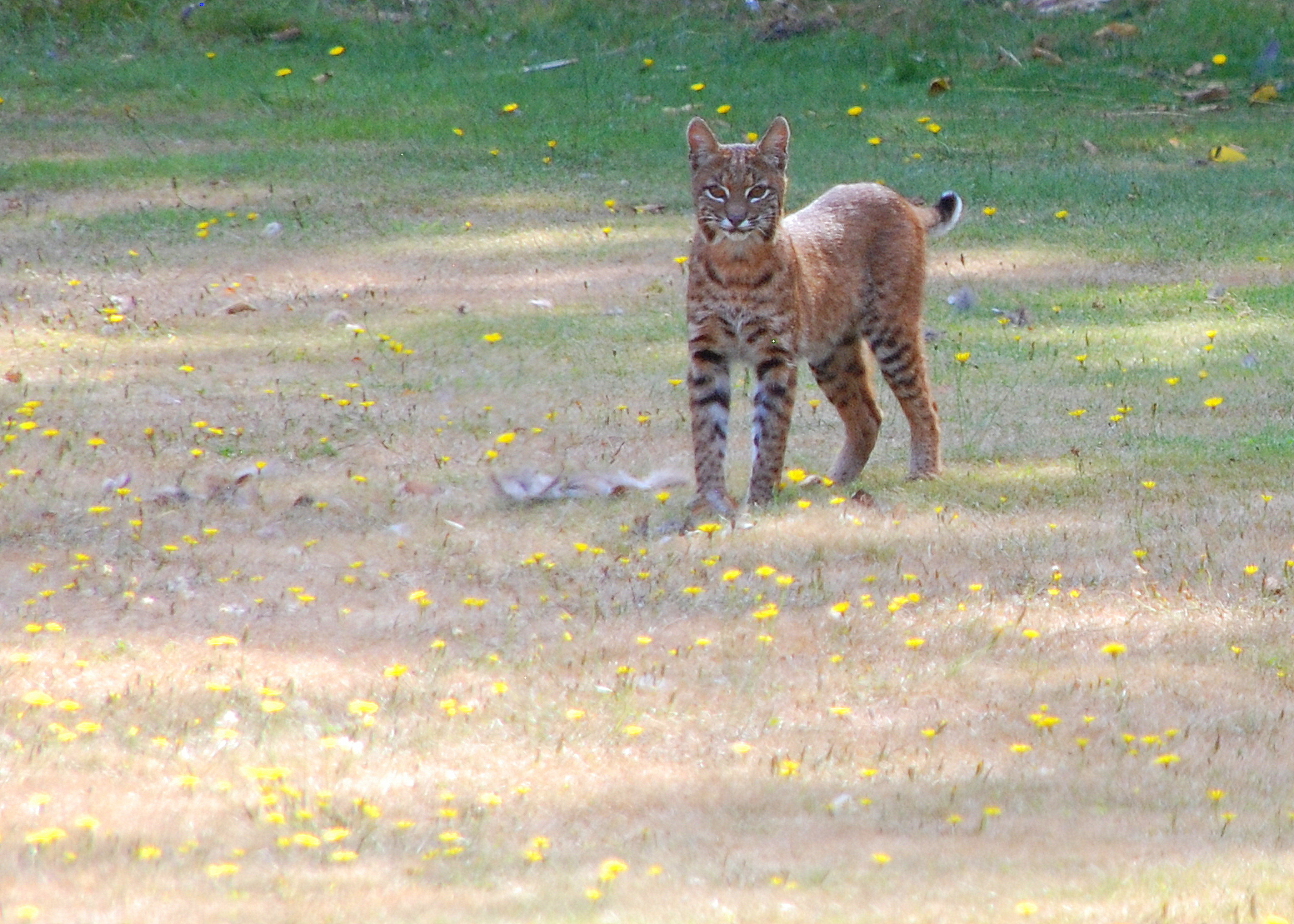
Рись руда в окрузі Вашингтон
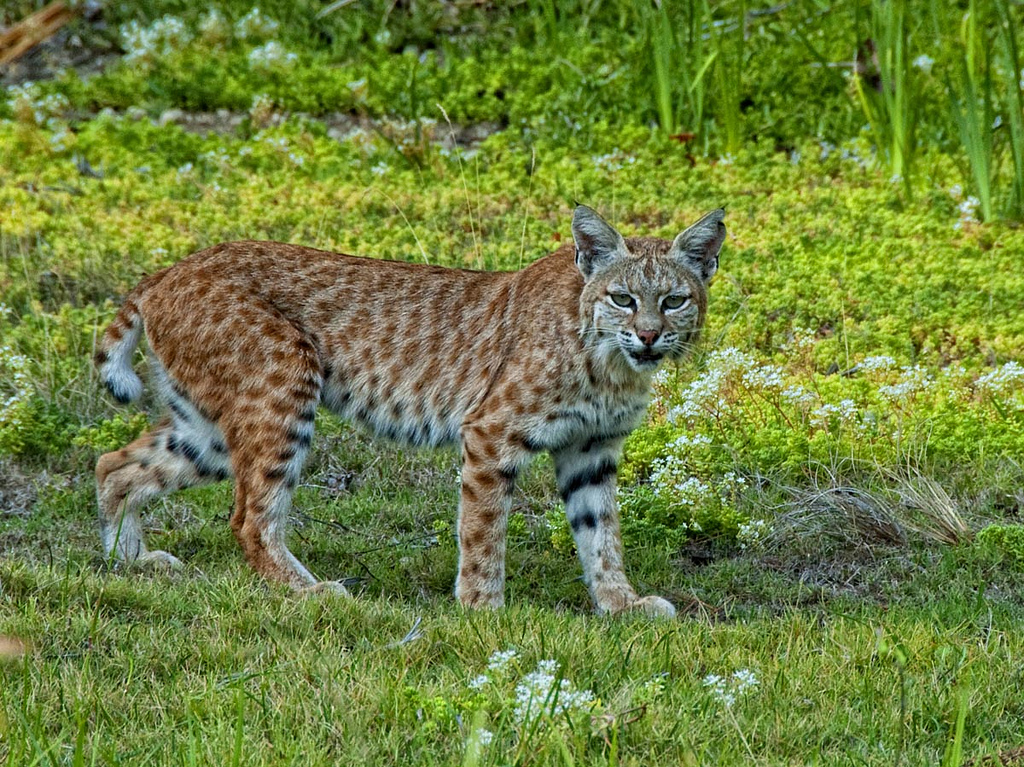
Рись руда в південній Каліфорнії
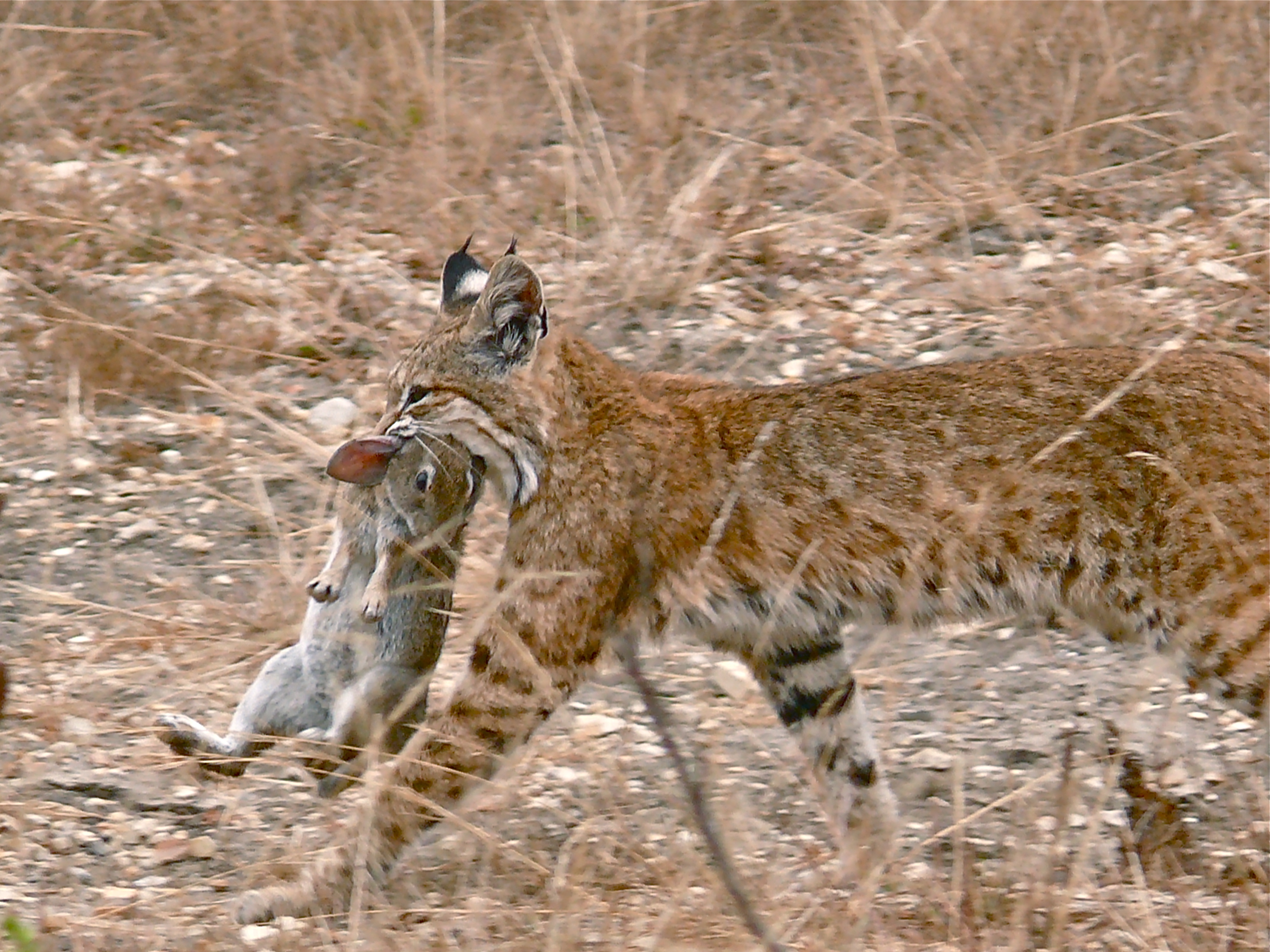
Рись руда із впольованим кролем
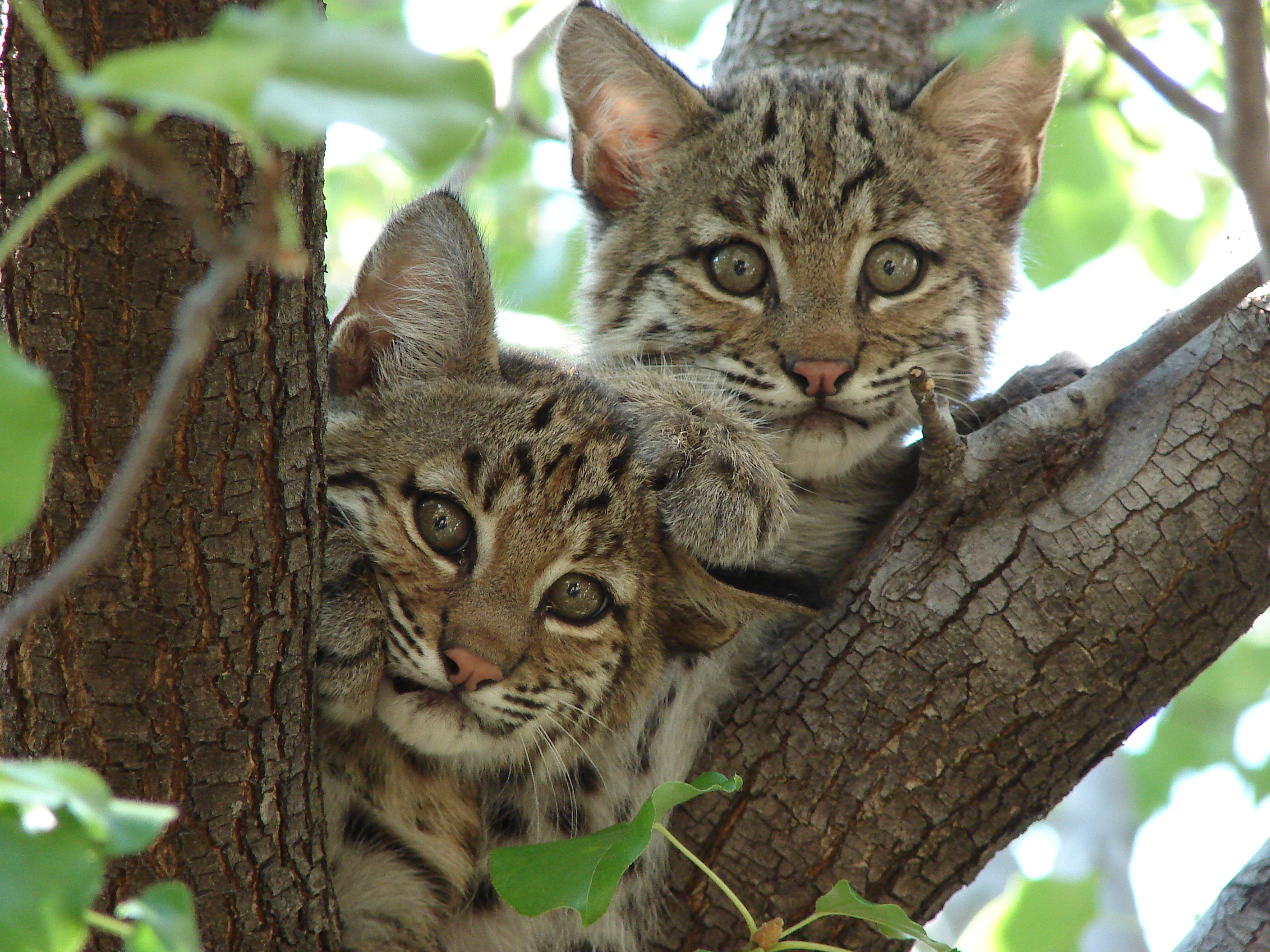
Рисята в північному Техасі
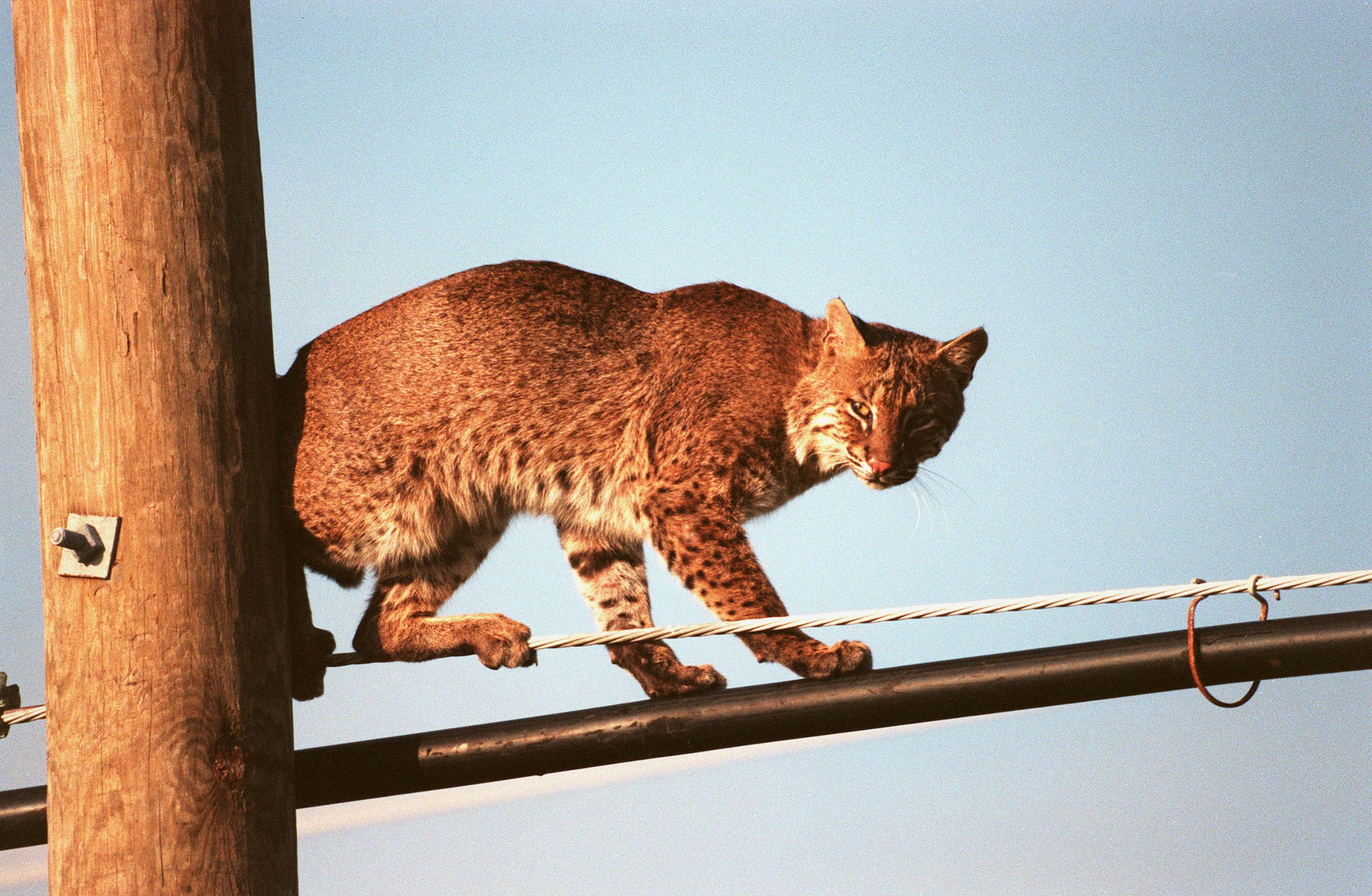
Рись руда в урбаністичному середовищі
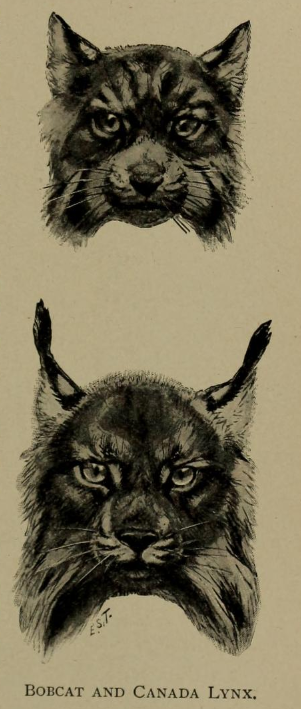
Порівняння канадської (знизу) і рудої рисі
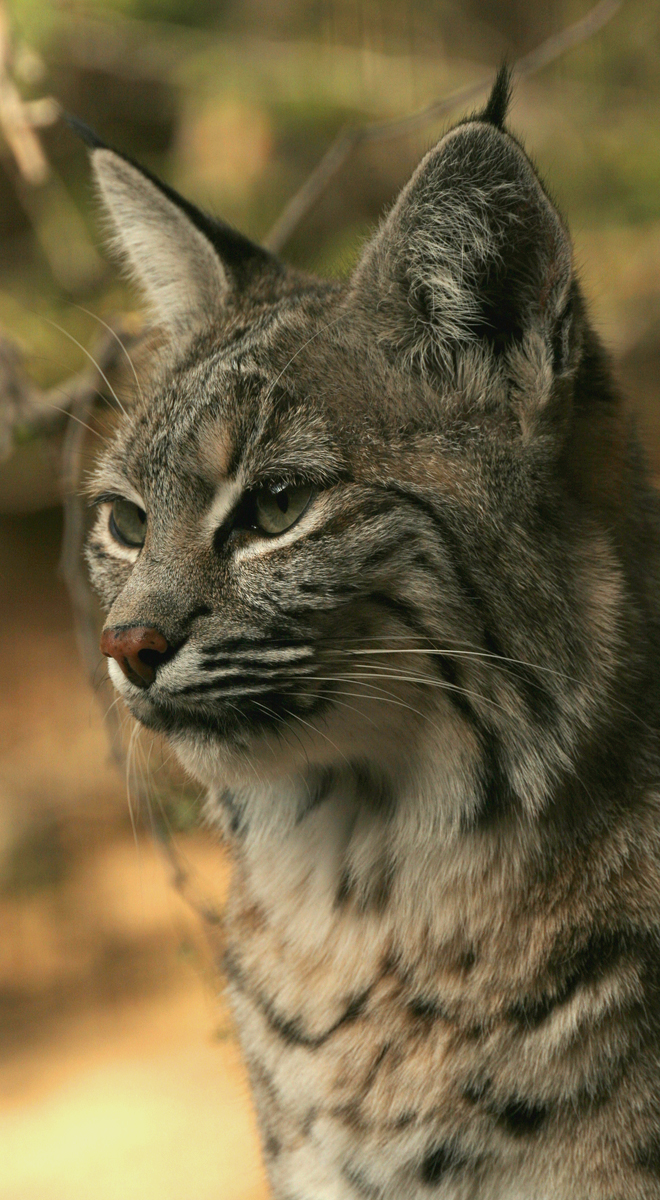
Портрет рудої рисі
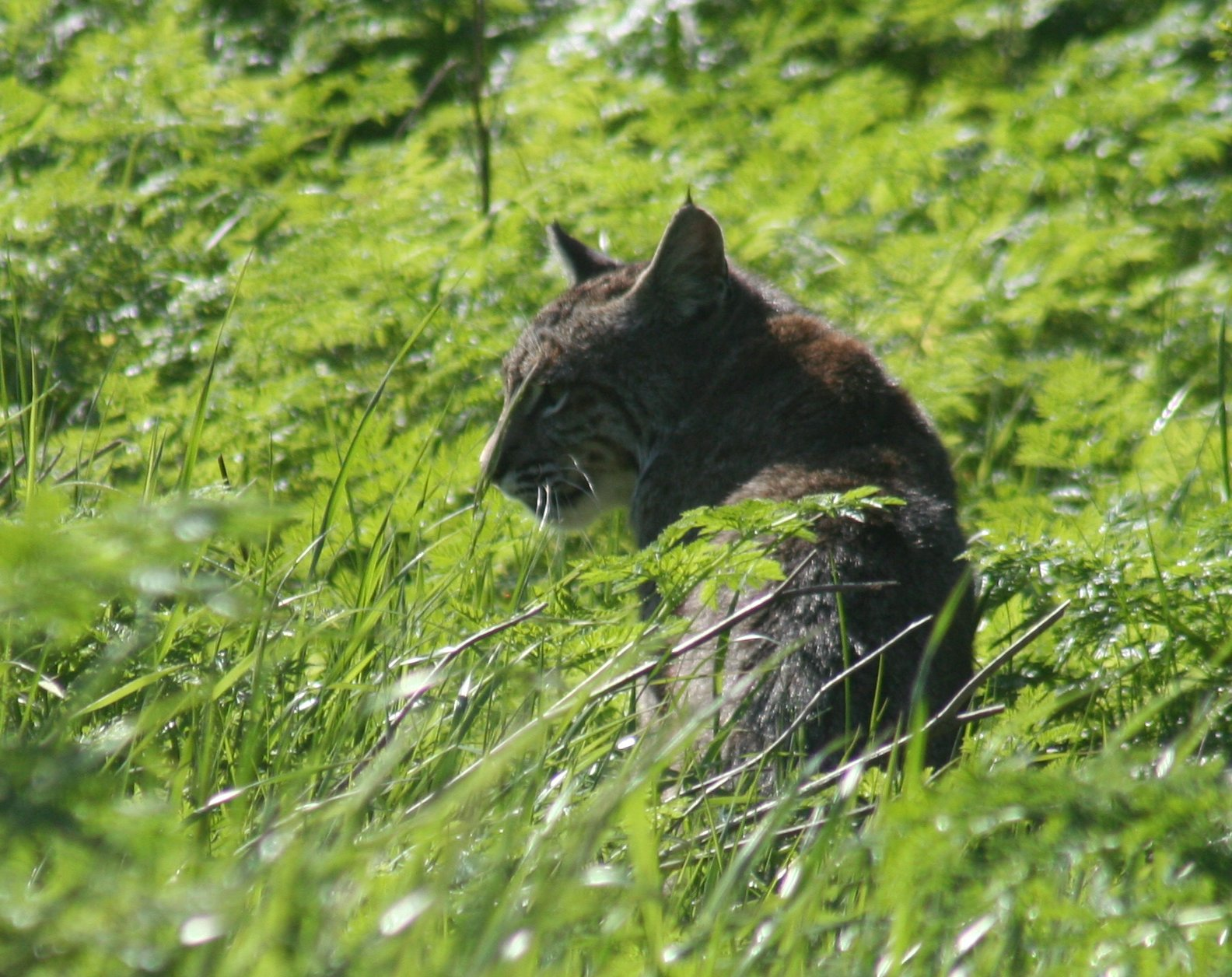
Рись руда серед трав, Каліфорнія
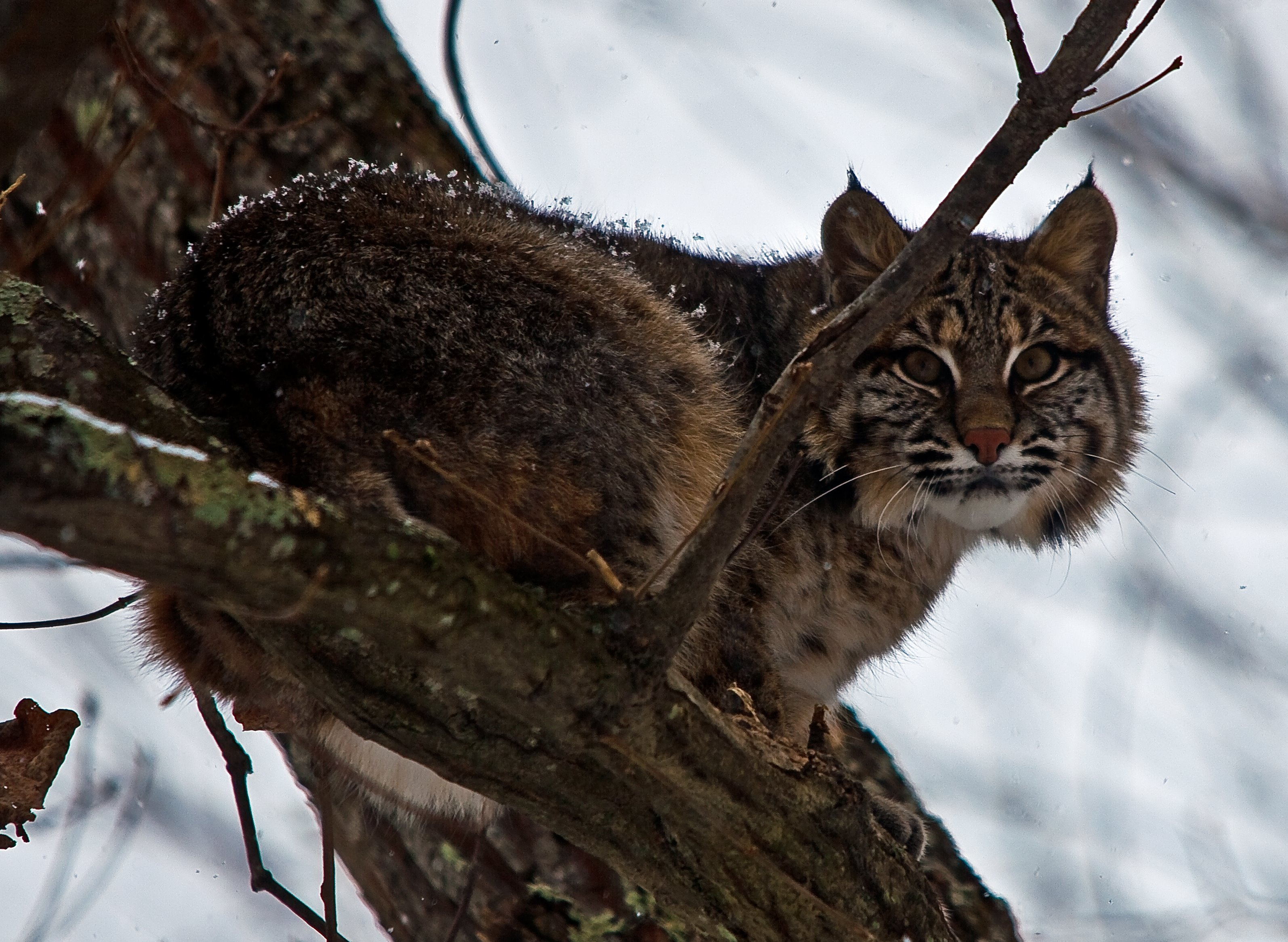
Рись руда у західній Вірджинії